# Matthias Kessler
Matthias 'Matze' Kessler, nemški kolesar, * 16. maj 1979, Nürnberg.
Kessler je med profesionalce leta 2000 prestopil kot prvak Nemčije v cestni dirki v kategoriji mlajših članov in nosilec medalje s svetovnega prvenstva v tej isti kategoriji. V karieri je dosegel 4 zmage, od tega eno etapno na Touru, velja za specialista spomladanskih klasičnih dirk. Od samega začetka je član T-Mobile Teama.
Kessler meri 1.72 m in tehta 67 kg.

## Največji uspehi
| Uvrstitev | Vrsta dirke                          | Sezona     | Država   |
| --------- | ------------------------------------ | ---------- | -------- |
| 1. mesto  | etapa na Touru                       | 2006       | Francija |
| 1. mesto  | GP Miguel Indurain                   | 2003, 2004 | Španija  |
| 1. mesto  | LUK-Cup                              | 2003       | Nemčija  |
| 1. mesto  | Nemško prvenstvo U23, cestna dirka   | 1999       | Nemčija  |
| 3. mesto  | Valonska puščica                     | 2004       | Belgija  |
| 3. mesto  | Svetovno prvenstvo U23, cestna dirka | 1999       | Italija  |